# Прунелли-ди-Казаккони
Прунелли-ди-Казаккони (фр. Prunelli-di-Casacconi, корс. I Prunelli di Casacconi) — коммуна во Франции, находится в регионе Корсика. Департамент коммуны — Верхняя Корсика. Входит в состав кантона Голо-Морозалья. Округ коммуны — Бастия.
Код INSEE коммуны — 2B250.

## Население
Население коммуны на 2008 год составляло 161 человек.
| 1962 | 1968 | 1975 | 1982 | 1990 | 1999 | 2008 |
| ---- | ---- | ---- | ---- | ---- | ---- | ---- |
| 176  | 198  | 184  | 183  | 146  | 162  | 161  |

## Экономика
В 2007 году среди 111 человек в трудоспособном возрасте (15—64 лет) 76 были экономически активными, 35 — неактивными (показатель активности — 68,5 %, в 1999 году было 73,1 %). Из 76 активных работали 66 человек (43 мужчины и 23 женщины), безработных было 10 (7 мужчин и 3 женщины). Среди 35 неактивных 11 человек были учениками или студентами, 10 — пенсионерами, 14 были неактивными по другим причинам.